# Вот она я
«Вот она я» — третий студийный альбом российской исполнительницы Ольги Бузовой. Релиз состоялся 8 октября 2021 года под руководством лейбла Archer Music Production LLC.

## Об альбоме
5 августа 2021 года Бузова объявила о сольном концерте «Вот она я», которым пообещала разделить шоу-бизнес на «до» и «после». 9 августа она анонсировала выход третьего студийного альбома. Запланированный летом концерт должен был состояться 28 октября в Москве в Crocus City Hall. Однако в связи с коротким локдауном из-за эпидемии коронавируса он был перенесён на 4 июня 2022 года.
В поддержку альбома было выпущено 4 официальных сингла: «Танцуй под Бузову», «Водица», «#Лайкер» и «Без дел», на каждый из которых был снят видеоклип.

## Список композиций
| №                   | Название             | Автор(ы)                                  | Длительность |
| ------------------- | -------------------- | ----------------------------------------- | ------------ |
| 1.                  | «Вот она я»          | Никита Вишнев                             | 3:10         |
| 2.                  | «Выключим рассвет»   | Андрей Парфёнов • Виталий Ковтун          | 3:58         |
| 3.                  | «Феромоны»           | Анатолий Хорисенко • Дмитрий Баскаков     | 2:40         |
| 4.                  | «Без дел»            | Арутюн Тамамян                            | 3:14         |
| 5.                  | «Спойлер»            | Леонид Величковский                       | 2:54         |
| 6.                  | «Просто Оля»         | Андрей Парфёнов • Виталий Ковтун          | 2:46         |
| 7.                  | «Лава»               | Тоф Мамедов • Тимофей Доценко             | 2:43         |
| 8.                  | «Код любви»          | Андрей Парфёнов • Александр Коновал       | 2:42         |
| 9.                  | «Я не знакомлюсь»    | Александр Хорошковатый • Юрий Андрийченко | 3:02         |
| 10.                 | «Завязывай»          | Дмитрий Баскаков                          | 2:10         |
| 11.                 | «Голосовые WhatsApp» | Елизавета Хайкова • Валентин Хайнус       | 2:50         |
| 12.                 | «Кто ты»             | Елизавета Хайкова • Валентин Хайнус       | 3:06         |
| 13.                 | «SWIPE»              | Андрей Парфёнов • Виталий Ковтун          | 2:56         |
| 14.                 | «Грустный трек»      | Андрей Парфёнов • Виталий Ковтун          | 3:22         |
| 15.                 | «Женская доля»       | Александр Степанов • Роман Мясников       | 2:50         |
| 16.                 | «Сон»                | Елизавета Хайкова • Валентин Хайнус       | 1:52         |
| 17.                 | «Водица»             | Александр Степанов • Роман Мясников       | 3:03         |
| 18.                 | «Танцы на слезах»    | Сергей Ермолаев • Сергей Кузнецов         | 2:16         |
| 19.                 | «Розовые очки»       | Анастасия Ляшенко                         | 2:44         |
| 20.                 | «Танцуй под Бузову»  | Юрий Шабыкин • Сергей Жиляев              | 3:01         |
| 21.                 | «#Лайкер»            | Владимир Мотрич                           | 3:44         |
| Общая длительность: | Общая длительность:  | Общая длительность:                       | 1:00:55      |

## Клипы
1. «Танцуй под Бузову»[6] — реж. Кирилл Дренясов (2018)
2. «Водица»[7] — реж. Оксана Рассказова (2019)
3. «#Лайкер»[8] — реж. Оксана Рассказова (2019)
4. «Без дел»[9] — реж. Сергей Черкасов (2021)

### Mood Video
1. «Розовые очки»[10] — реж. Никита Рулёв
2. «Грустный трек»[11] — реж. Тагир Талибов
3. «Женская доля»[12] — реж. Тагир Талибов
4. «Код любви»[13] — реж. Никита Рулёв
5. «Выключим рассвет»[14] — реж. David Davtyan
6. «Я не знакомлюсь»[15] — реж. Никита Рулёв
7. «Спойлер»[16] — реж. Никита Рулёв
8. «Танцы на слезах»[17] – реж. Никита Рулёв